# Лирически балади
„Лирически балади и други стихотворения“ (на английски: Lyrical Ballads, with a Few Other Poems) е стихосбирка на английските поети Уилям Уърдсуърт и Самюъл Тейлър Колридж, издадена през 1798 година в Лондон.
Книгата първоначално не прави впечатление на критиката, но не след дълго значението ѝ е преосмислено и днес тя се смята за ключова публикация в историята на английската литература, маркираща началото на епохата на Романтизма. Повечето стихотворения в първото издание на сборника са писани от Уърдсуърт, като само четири са на Колридж, включително едно от най-известните му произведения – „Балада за Стария моряк“.
„Лирически балади“ е издадена на български през 2010 година в превод на Ангел Игов.